# Коляда Григорій Іванович

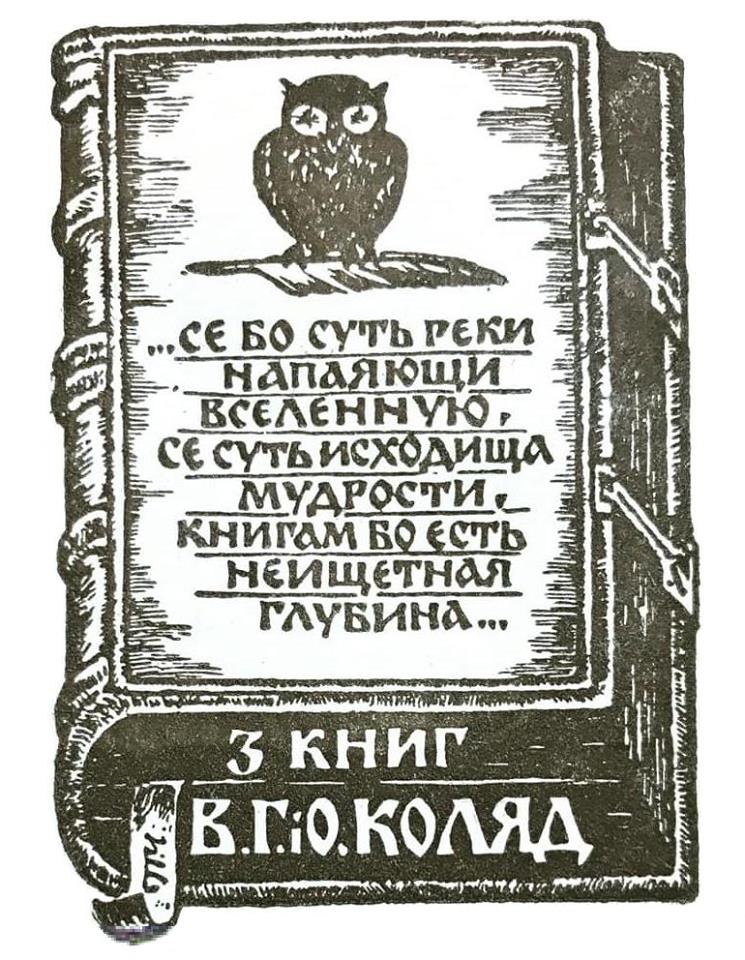
Екслібрис Г. І. Коляди з цитатою із «Повесть временных лет», автор-художник П. П. Чобітько. Літери П. Ч зображено на закладці книги в екслібрисі.

Коляда Григорій Іванович (14 листопада 1896, смт Чорнухи, Полтавської області — 20 лютого 1977, Ташкент) — український книгознавець.

## Біографія

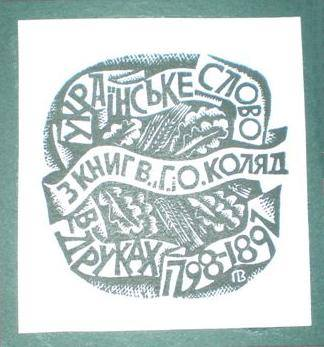
Екслібрис Г. І. Коляди: на тлі колосся та дубового листя зображена стрічка з написом «Українське слово в друках 1798—1897. З книг В., Г. і О. Коляд». Автор-художник В. Є. Перевальський.

Закінчив Московський університет (1917) і Київський інститут народного господарства (1926). Викладав у Київському педагогічному інституті (1945), Саратовському (1945—1949), Таджицькому (1949—1954) і Ташкентському (1954—1977) університетах. Автор розвідок про початки кирилівського друкарства, діяльність Івана Федорова, Памва Беринди, Гавриїла Дорофеєвича, Балабанівських друкарень. Доктор філологічних наук, професор (у 1962 році були захищені три перші в СРСР докторські дисертації з історії книги: Г. І. Колядою «Иван Федоров первопечатник», Б. В. Сапуновим, та В. А. Істріним).
У 1976 році Г. І. Коляда привіз до Києва щоб передати Музею книги свій дорогоцінний скарб: 236 одиниць з власної бібліотеки — українське слово в друках XIX cт.; колекцію видань з книгознавства «Україніка»: 126 одиниць — збірка «За сто літ».

Це була книжкова україністика за 100 років, починаючи від 1798 року: 1-ше видання «Енеїди» І. П. Котляревського (СПб, коштом М. Парпури, 1798 р.), видання 3-томної антології української літератури «Вік», що вийшла на рубежі XIX—XX ст., велика колекція літератури з історії книгодрукарства.
Також Г. І. Коляда подарував 2-а українські стародруки XVII ст.: «Служебник» (Стрятин, 1604) і «Літургіон» (К., КПЛ, 1627).
Вчений особисто замовив відомому художникові В. Є. Перевальському екслібрис до переданої музею збірки: на тлі колосся та дубового листя зображена стрічка з написом «Українське слово в друках 1798—1897 р.р. Із книг В., Г. і О. Коляд».
Оскільки деякі видання до музею не взяли (зокрема книги Пантелеймона Куліша) Г. І. Коляда був змушений продати чи подарувати значну кількість книг зі свого зібрання. Окремі книги зі збірки Г. Коляди купили: Валентин Задорожний, Лариса Скорик, Лесь Танюк та ін. Деякі книги довелося забрати назад до Ташкента.
Після смерті Г. І. Коляди понад 200 одиниць з бібліотеки вченого було закуплено у його родичів.
Серед видань з подарованої колекції — «Грамматика малороссийского наречия» А. Павловського, «Опыт собрания старинных малороссийских песней» М. Цертелева (СПб, 1819), 1-ше видання різножанрових творів Г. Сковороди (СПб, 1861), «Українські пісні. Видані коштом О. С. Балліноі» (СПб, Тип. Стелловскаго, 1863. Др — 239), що раніше перебувало в колекції П. П. Потоцького, «Малорусскія и Галицкія загадки», чимало видань прижиттєвих творів української класичної літератури — Т. Шевченка, М. Вовчка, І. Франка, М. Старицького, Л. Українки, В. Стефаника та рідкісні видання української періодики, антології, підручники.
На багатьох виданнях — автографи і дарчі написи видатних учених, письменників: М. Старицького, І. Каманіна, П. Мирного, П. Житецького, М. Петрова, О. Потебні, С. Маслова, Я. Щоголіва. Чимало книжок мають печатки і штампи відомих учених, культурних діячів, письменників: П. П. Потоцького, М. Комарова, Б. Грінченка, Д. Дорошенка, а також книгарень і видавництв: НТШ, т-в «Друкар», «Вернигора».
На сторінках та форзацах видань — записи вченого (олівцем): де, коли і за яку ціну була придбана книжка. Також вказані діючі на той час букіністичні книгарні, колишні назви вулиць. Більшість книжок придбана у київській букіністичній лавці книгокульторгу на Фундуклеївській (нині вулиця Б. Хмельницького) та в книгознавця і бібліофіла Ю. Меженка.
Збірка, подарована музею Г. І. Колядою є найбільш повною і цінною колекцією і становить понад 600 одиниць. Всього в колекції Г. І. Коляди було понад 4000 одиниць видань української класичної літератури XIX ст., книг з мистецтвознавства, історії, бібліографії та книгознавства.

## Праці
- Винахід друкарства і початки його на Україні [Текст] : (До 500-ліття друкарства: 1440-1940) / Г. І. Коляда. - [Б. м. : б. и.]. - С. 112-116
- Книгоиздательство Львовского братства в XVI веке // Учен. записки. Объед. пед. и учит. ин-та им. Т. Г. Шевченко. Филол. серия. — В. 1. — Сталинабад, 1952. — С. 193—212
- Памво Берында и его «Лексикон славеноросский» [Текст] / Коляда Г.И. - Сталинабад : [б. и.], 1953. - 29-55 с. - (Оттиск из «Ученых записок» филологической серии, вып. 3)
- Из истории русско-украинских друкарских связей. // «Труды Среднеазиатского Гос. университета им В. И Ленина», вып. 69, филол. науки, кн 8. — Ташкент, 1955. — 36 с.
- Иван Федоров и книгопечатание некоторых стран Восточной Европы. — «Вестник истории мировой культуры», М., 1958, № 1
- Гаврило Дорофеєвич, український літератор XVII ст. // Радянське літературознавство. — 1958. — № 3. — С. 49-59
- Друкар книг пред тим невиданих у Львові // Радянське літературознавство, 1959, 6.
- Из истории книгопечатных связей России, Украины и Румынии в XVI—XVII ст. // У истоков русского книгопечатании. — М. 1959. — С. 81-100
- Иван Федоров первопечатник (московский период его деятельности) : автореф. дисс. на соиск. уч. ст. д-ра филол. наук / Г. И. Коляда ; Москов. гос. ун-т им. М. В. Ломоносова, Филол. фак. - М. : [б. и.], 1961. - 46 с.
- Работа Ивана Федорова над текстами «Апостола» и «Часовника» и вопрос о его уходе в Литву.— «Труды отдела др.-русской литературы», XVII, М.—Л., 1961
- До питання про українське друкарство перед Іваном Федоровим. — «Радянське літературознавство», 1962, № 6
- Иван Федоров - редактор первопечатного Апостола : к 400-летию русского книгопечатания : статья первая / Г. И. Коляда ; М-во высшего и среднего спец. образования Уз. ССР // Славянский сборник. [Вып.] 2 : отдельные оттиски. - 1963. - С.136-144.
- У истоков книгопечатания [Текст] / Г. И. Коляда. — Ташкент: Ташкентский гос. ун-т им. В. И. Ленина, 1963. — С. 96-136. — (Научные труды. Языкознание ; вып. 211. Филологические науки, книга 24).
- Памво Берында — архитипограф // Книга: исследования и материалы. — сб. IX. — М., 1964. — С. 125—140
- Начало украинского книгопечатания. Иван Федоров во Львове и Остроге. // 400 лет русского книгопечатания. Т. 1. — М., 1964 — С. 66-72
- Друкарська справа на західноукраїнських землях. [У співавт. з Я. Ісаєвичем]. // Книга і друкарство на Україні. — К., 1965. — С. 42-69
- Друкарський знак Івана Федорова. // Українська книга. — Київ-Харків., 1965. — С. 185—193
- Балабановские друкарни. // Книга и графика. — М., 1972. — С. 152—166
- До життєпису Памво Беринди // Радянське літературознавство, 1973, 1.
- Украинско-румынские книгопечатные связи в области книжной орнаментики // Проблемы рукописной и печатной книги. — М., 1976. — С. 204—228